# Paul Hermann Feustel
Paul Hermann Feustel (30. července 1899 Lengenfeld– 8. května 1973 Lipsko) německý důstojník gestapa (v hodnosti SS-Hauptsturmführera) a člen nacistické strany NSDAP. V bývalém protektorátu se podílel na válečných zločinech a zločinech proti lidskosti. Po skončení druhé světové války žil v NDR a dařilo se mu skrývat se před spravedlností. V roce 1971 byl nakonec odhalen československými vyšetřovateli a zatčen východoněmeckými úřady. V roce 1972 byl Feustel odsouzen soudem NDR k trestu smrti a v roce následujícím (1973) v Lipsku popraven.

## Život

### Rodinný původ
Paul Hermann Feustel se narodil v Lengenfeldu. V roce 1919 vstoupil do Reichswehru a později se stal členem nacistické strany NSDAP.

### Druhá světová válka
V období od března 1940 do června 1940 absolvoval Feustel rychlokurz a po něm se stal členem SS – důstojníkem gestapa v Protektorátu Čechy a Morava. Dne 9. listopadu 1943 byl povýšen do hodnosti Obersturmführera a ke konci druhé světové války (v lednu 1945) dosáhl hodnosti Hauptsturmführera. Během svého působení v protektorátu zastával různé funkce. V letech 1941 až 1944 byl vedoucím pobočky gestapa v Kolíně, v letech 1944 až 1945 vedoucím pobočky gestapa v Benešově. V prosinci 1944 byl Feustel jmenován náčelníkem chrudimského Sonderkommanda. Jednalo se o speciální protipartyzánský policejní útvar určený pro sledování a eliminaci aktivit nedávno založené partyzánské brigády Mistr Jan Hus.
Během druhé světové války Feustel a jeho muži zatýkali civilisty a členy protiněmeckého odboje, kteří byli buď popraveni, nebo posláni do nacistických káznic a koncentračních táborů. V roce 1942, poté, co byl zastupující říšský protektor Reinhard Heydrich smrtelně zraněn po pokusu o atentát, Feustel nařídil masové razie a zatýkání; na jeho popud bylo popraveno 42 českých civilistů a dalších 2 460 osob bylo jeho přičiněním deportováno do koncentračních táborů.

#### Partyzánská brigáda Mistr Jan Hus

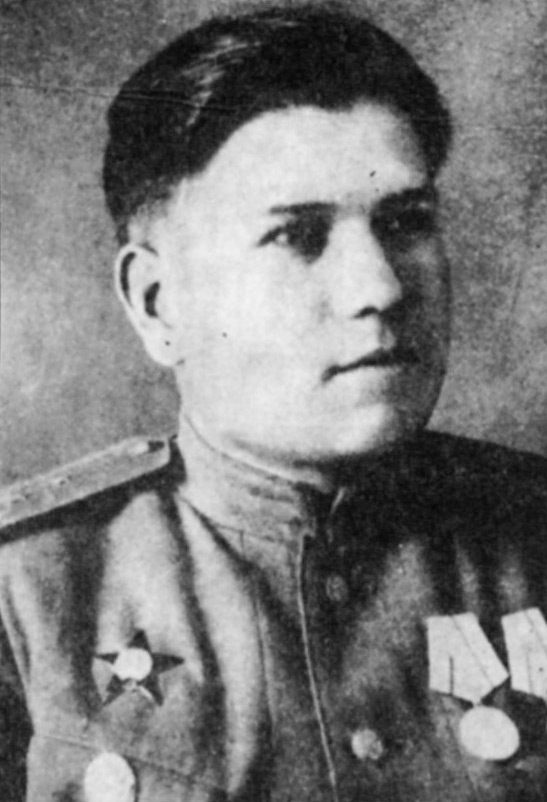
Velitel partyzánské brigády Mistr Jan Hus – major Alexandr Vasiljevič Fomin

Dne 26. března 1945 se v lese u Leškovic dostalo 270 policistů SS do přestřelky se 7 partyzány – členy partyzánské brigády Mistr Jan Hus. Přestřelka trvala celou noc a skončila teprve tehdy, když partyzánům (pěti Sovětům a dvěma Čechům) došlo střelivo a v bezvýchodné situaci v obklíčení učinili společné rozhodnutí – raději spáchat sebevraždu, než být zajati. Během střelby byl zabit jeden příslušník SS (Hermann Heinz, 42 let), další důstojník byl poraněn střelbou do ramene a v obličeji. Velitel partyzánů Alexandr Vasiljevič Fomin pokus o sebevraždu přežil a byl zajat. Výstřel do úst jej těžce zranil a v tomto stavu byl v bezvědomí převezen do Chrudimi. Zde měl přivolaný lékař Fomina připravit k výslechu. Při brutálních výsleších na gestapu byl Fomin mučen. A byl to právě velitel kolínského gestapa Feustel, kdo Fomina dne 28. března 1945 osobně zastřelil. Během posledních měsíců druhé světové války Feustel nadále dohlížel na protipartyzánské operace. Osoby podezřelé z podpory partyzánů jakož i členové vlastních partyzánských skupin byli zatýkáni, brutálně vyslýcháni a deportováni do Malé pevnosti v Terezíně a dalších nacistických věznic, kde řada z nich zemřela.

#### Masakr na kolínském náměstí 7. května 1945
Dne 7. května 1945 se na kolínském náměstí shromáždil velký dav lidí, aby vyslechl a oslavil oficiální oznámení kapitulace Německa. Feustel nařídil svým mužům, aby na ně zahájili palbu. Dvanáct lidí bylo na místě zabito přímo a 14 dalších bylo vážně zraněno. Dalšího, 18letého Oldřicha Krásu, den předtím esesáci ubili k smrti. Bezprostředně po masakru vyhlásili Němci nad Kolínem stanné právo. Mrtvá těla byla ponechána na místě; vydána byla až po jejich identifikaci. Ostatní civilisté byli se zdviženýma rukama nahnáni do kanceláře, zde byli prohledáváni a zastrašováni, než byli propuštěni domů. Čechy a Morava byly osvobozeny ještě ten měsíc.
Přesný počet obětí masakru je sporný. Na pamětní desce je uveden počet 16 mrtvých, ale během hromadného pohřbu obětí 11. května 1945 bylo k vidění pouze 14 rakví, takže tři z těch, kteří byli při masakru zraněni, mohli na následky svých zranění později zemřít. Příslušníci SS také ostřelovali budovu radnice, ale při tomto útoku nebyl nikdo zraněn.
Po skončení druhé světové války a osvobození Čech pátral Okresní národní výbor v Kolíně ve spojeneckých internačních a zajateckých táborech po nacistických zločincích, kteří se v Kolíně dopustili zvěrstev. Zatímco pachatelů jiných zvěrstev našli více, není známo, zda našli někoho odpovědného za tento masakr.

### Poválečné aktivity, zatčení, soud, ...
Dne 8. května 1945 opustil Feustel (převlečen do civilních šatů) v automobilu Kolín a 9. května 1945 byl u Českého Krumlova zajat Američany. Tak se mu (v přestrojení za uprchlíka) podařilo poprvé vyhnout odhalení, byl následně propuštěn a ještě v květnu 1945 se usadil ve východoněmeckém Hohensteinu-Ernstthalu, kde žil se svojí manželkou. Zfalšováním dotazníků a nepravdivými údaji v životopise se Feustelovi podařilo pozměnit identitu a předejít tak podruhé svému odhalení. Po krátkém zaměstnání ve spořitelně zastával různé funkce na střední úrovni řízení v rámci okresní obchodní organizace a za svou práci obdržel dokonce i několik ocenění. Jako manažer pracoval až do roku 1967 a od roku 1967 vykonával funkci vedoucího oddělení komisního obchodu. 
V roce 1971 však Feustelovu pravou totožnost odhalili českoslovenští vyšetřovatelé, kteří tuto informaci předali východoněmeckým úředníkům – ministerstvu státní bezpečnosti (Stasi). Feustel byl zatčen tajnou službou (a rozvědkou) NDR Stasi dne 14. prosince 1971. Dne 11. prosince 1972 byl Feustel shledán vinným z válečných zločinů a zločinů proti lidskosti a odsouzen k trestu smrti. Nejvyšší soud východního Německa (NDR) dne 26. ledna 1973 zamítl jeho odvolání. Poté, co první tajemník Ústředního výboru Sjednocené socialistické strany Německa (SED) Erich Honecker i předseda Státní rady NDR Walter Ulbricht reagovali záporně na jeho žádost o milost, byl Feustel dne 8. května 1973 popraven zastřelením v lipské věznici. Jeho tělo a věci jemu náležející byly poté zpopelněny a Feustelovy ostatky byly pohřbeny v neoznačeném (anonymním) hrobě na neznámém místě.